# 奥米耶库尔
奥米耶库尔（法語：Omiécourt，法語發音：[ɔmjekuʁ]）是法国上法蘭西大區索姆省的一个旧市镇，属于佩罗讷区。

## 地理
奥米耶库尔（49°48'32"N, 2°50'46"E）面积5.54 平方千米，位于法国上法蘭西大區索姆省，该省份为法国北部沿海省份，北起加来海峡省和北部省，西接滨海塞纳省和大西洋英吉利海峡，南至瓦兹省，东临埃纳省。
与奥米耶库尔接壤的市镇（或旧市镇、城区）包括：屈尔希、丰什-丰谢特、大扬库尔、马尔谢勒波、佩尔坦、皮佐。
奥米耶库尔的时区为UTC+01:00、UTC+02:00（夏令时）。

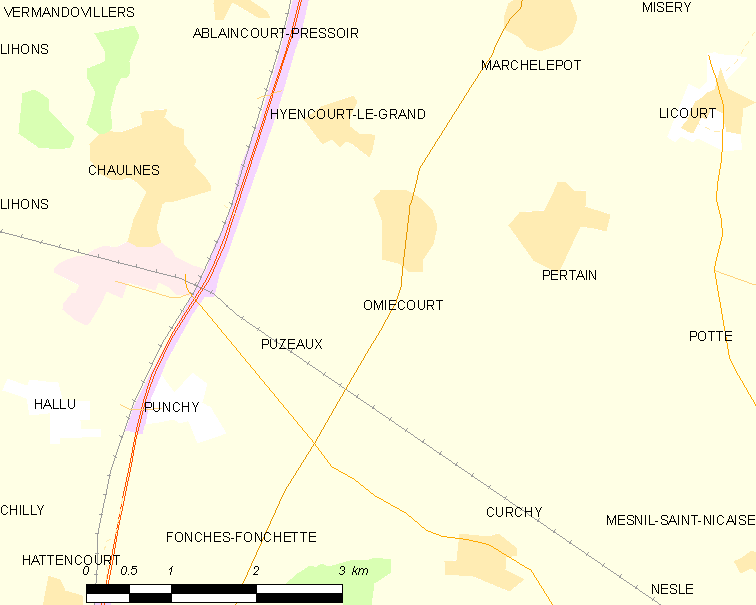
奥米耶库尔的OSM定位图

## 行政
奥米耶库尔的邮政编码为80320，INSEE市镇编码为80608。

## 政治
奥米耶库尔所属的省级选区为阿姆县。

## 人口

1962-2008年间奥米耶库尔人口变化图示

奥米耶库尔于2018年1月1日时的人口数量为271人。